# Maxxis
Cheng Shin Rubber Industry — тайваньская компания, является одним из крупнейших производителей велосипедных и автомобильных шин, выпускаемых под торговой маркой MAXXIS.

## О компании
Торговая марка MAXXIS принадлежит тайваньской компании Cheng Shin Group — одной из крупнейших компаний по производству покрышек, которая уже более 50 лет производит шины различных категорий для легковых автомобилей, грузовиков, автобусов, сельхозмашин, квадроциклов, велосипедов.
В 2008 году компания занимала 12-е место среди мировых шинных производителей с оборотом в 2,1 млрд долларов. По состоянию на 2022 год она занимала 10-е место.
Десять заводов компании расположены в Таиланде, Китае, Вьетнаме, Тайване. Подразделения и технологические центры — в США, Канаде, Великобритании, Голландии, Германии. В Китае находится собственный испытательный полигон с множеством треков, предназначенных для тестирования шин в различных погодных и дорожных условиях.
Поставки шин MAXXIS осуществляются в различные страны мира, включая Японию, Германию, Австралию, Великобританию, Франция и Голландию. Но американский рынок — один из приоритетных.
Шины MAXXIS поставляются на заводскую комплектацию автомобилей «Тойота», «Форд», «Пежо», «Фольксваген», «Ниссан», «Крайслер», «Джи-Эм», «Хёндэ» в различных странах мира — всего это 25-30 % от общего объёма выпуска шин.

## История
Компания была основана в 1967 году, её начальный капитал составлял $6 млн и около 200 служащих. В это время компания производила шины для мотоциклов и велосипедов, а также трубы. В 1969 году началось техническое сотрудничество с японской компанией Kyowa.
В 1974 году компания стала крупнейшим экспортером резиновых изделий на Тайване, началось производство шин для автобусов и грузовиков.
В 1982 году началось сотрудничество с японской компанией Toyo Tire & Rubber. В 1983 году общее количество внутренних и внешних продаж достигло $2,7 млрд. В 1986 году продажи продукции под торговой маркой MAXXIS достигли $3,7 млрд, общее количество шин для велосипедов, производимых для экспорта, превысило 20 млн штук.
В 1987 году было создано совместное предприятие Yang Shin Ind. Co. Ltd., учреждённое Toyo Tire & Rubber и Cheng Shin, производящее резиновые комплектующие для автомобильной промышленности. В этом же году Cheng Shin разместила свои акции на Тайваньской фондовой бирже. К 1990 году продажи компании достигли $5 млрд, в этом году был создан филиал в США.
17 октября 1991 года Тайваньское Министерство Экономики одобрило предложение от Cheng Shin о вложении $20 млн для организации дочерней компании в материковом Китае Cheng Shin Rubber (Xiamen) Ind. Ltd.